# همگن‌سازی
همگن‌سازی یا هُموژِنیزاسیون به معنی همگن و هُمُوژِنیزه نمودن ذرات درون یک مخلوط شیمیایی است.

## تعریف
همگن‌سازی، آمیختن شدید برای یکدست نمودن ذرات در دو ماده مرتبط به‌هم یا گروهی از مواد مربوط به هم برای ایجاد یک فرم ثابت از وجه‌های مختلف نامحلول (گاهی به کمک افزودن سورفکتانت‌ها) برای به دست آوردن سوسپانسیون یا امولسیون است.
همگن کردن فرایندی برای دستیابی به یکنواختی اندازه ذرات یک محصول است. همگن‌سازی شامل حوزه بسیار وسیعی از کاربردها و روش‌ها به معنای انجام یک یا چند مورد باشد: ترکیب کردن، مخلوط کردن، هم زدن، امولسیونی‌سازی، پخش کردن، تکان دادن و غیره.
همگن بودن مفهومی مرتبط با یکنواختی ماده است. یک ماده همگن در ترکیب یا ویژگی‌های فیزیکی یکنواخت است. هرچند یک ماده ممکن است در مقیاس بزرگتر همگن باشد در حالیکه در مقیاس کوچکتر در داخل همان ماده ناهمگن است. بیشترین استفاده از انواع همگن‌سازها در صنایع غذایی، صنایع شیمیایی و دارویی است. یکی از کاربردهای مهم همگن‌سازی در فراورده‌های لبنی، همگن‌سازی شیر است.

## تاریخچه
در سال ۱۸۹۹، گولان دستگاه همگن‌ساز خود را شامل یک پمپ پیستونی ثبت اختراع کرد که در آن ماده از طریق یک یا چند لوله مویین تحت فشار قرار می‌گرفت. او این ماشین را در نمایشگاه بین‌المللی پاریس ۱۹۰۰ به نمایش گذاشت. بر اساس منابع و نشریات آن زمان، کلمه همگن‌سازی اولین بار برای توصیف فرایند همگن کردن شیر با دستگاه اختراع شده توسط گولان، استفاده شد.

## انواع همگن سازها

### همگن ساز تحت فشار
در روش تحت فشار که به‌طور معمول در نمونه‌های مایع استفاده می‌شود، تجهیزات خاصی به‌کار می‌رود. عمده کاربرد این روش در صنایع غذایی، لبنی، دارویی، شیمیایی و بیوتکنولوژی است. در این روش به وسیله پیستون‌های رفت و برگشتی، نمونه‌ها پشت یک شیر فشار قوی که در آن برای عبور ذرات، فاصله قابل تنظیمی وجود دارد، فشرده می‌شوند. ذراتی که از این محل عبور می‌کنند، به‌واسطه اختلاف فشاری که بین دو طرف شیر وجود دارد، دچار یک تلاطم (توربولانس) شده و در اثر برخورد با سرعت بالا با یکدیگر باعث خرد شدن ذرات می‌شوند. هدف از چنین عملی، تولید کامپوزیت‌های همگن، امولسیونی یا ذرات ریز آسیاب شده‌است. مطمئن باشید که خروجی این روش تغییری در مشخصات مواد از قبیل رنگ، مقادیر طبیعی، قابلیت حلالی و پایداری پدید نخواهد آورد.

### همگن ساز مکانیکی
این دستگاه جهت میکس و همگن کردن مواد طراحی شده که با پراکندن ذرات جامد در مایع، تشکیل امولسیون، سوسپانسیون یا محلول کامل ایجاد می‌نماید. به همین علت دارای طیف وسیع کاربرد در صنایع داروسازی، غذایی، بهداشتی، شیمیایی و نساجی جهت ساخت محلول‌ها، روکش‌های مواد، ساخت رنگ و فراورده‌های خوراکی است.
دستگاه همگن ساز مکانیکی از یک مجموعه روتور استاتور و پره تشکیل شده که حرکت چنگک‌ها با سرعت زیاد باعث له کردن و فشردن و شکستن ذرات درهم می‌شود که این امر قابلیت همگن کردن مواد غلیظ و سوپر ویسکوز تا (cps 50000) را در مدت زمان بسیار کم فراهم می‌نماید.

### هموژنایزر اولتراسونیک
یکی از روش‌هایی که به‌طور گسترده برای تخریب سلول و همگن‌سازی استفاده می‌شود، اولتراسونیک است. این دستگاه با ایجاد امواج شدید فشاری در یک محیط مایع کار می‌کند. امواج فشاری باعث جریان در مایع شده و تحت شرایط مناسب موجب تشکیل سریع میکرو حباب می‌گردد که رشد و یکی شدن این حباب‌ها تا رسیدن به اندازه بیشینه و در نهایت ترکیدن آن‌ها حرارت شدیدی ایجاد می‌نماید. به این پدیده کاویتاسیون گفته می‌شود. انفجار حباب‌ها تولید موج ضربه‌ای با انرژی کافی برای شکستن پیوند کووالانسی می‌کند. نیروی برشی حاصل از انفجار حباب و همچنین از جریان‌های اغتشاشی ناشی از ارتعاش صوتی برای همگن‌سازی و تخریب سلول استفاده می‌شود. این فرایند می‌تواند به پاشش مایع با سرعتی در حدود ۴۲۰ کیلومتر در ساعت و ایجاد فشاری معادل ۲۰۰ بار در آن شود.

## کاربرد

طرح کلی از روش هموژنایز تحت فشار

یکی از قدیمی‌ترین و اصلی‌ترین کاربردهای همگن‌سازی در صنعت شیر است. شیر دارای چربی‌هایی (لیپیدها) است که ذرات آن‌ها به یک اندازه نبوده و هنگامی‌که شیر گرم می‌شود این چربی‌ها به صورت سرشیر روی شیر پخش می‌شوند و به‌شکل خامه روی سطح شیر را می‌گیرند. برای جلوگیری از این بروز این وضعیت باید ذرات چربی شکسته و یک اندازه شوند تا پیوند بین آن‌ها قوی‌تر شود.

## روش‌کار
یکدست‌سازی ذرات در یک مخلوط مثلاً شیر، با دستگاهی به نام هموژنایزر انجام می‌گیرد، دستگاهی که حجم زیاد شیر را بوسیله پیستونهای خود، از یک مجرای ریز با فشاری حدود دویست بار/متر بر ثانیه عبور می‌دهد و آن را با فشار زیاد به یک هد از جنس تیتانیوم برخورد می‌دهد تا ذرات شکسته شده و تمامی چربی و مواد داخل شیر با ماده پایه شیر، همگن شوند و تقریباً به شکل محلول درآیند.

## یادداشت
1. ↑  Auguste Gaulin